# Babaji (yogi mythique)
Pour les articles homonymes, voir Babaji.
Mahamuni Babaji Mahraj appelé aussi Babaji est un yogi de l'Inde qui selon Paramahansa Yogananda serait du IIIe siècle de notre ère (il était inconnu auparavant) et aurait enseigné Lahiri Mahasaya au XIXe siècle. Pédagogue et mystérieux, il a tout fait depuis Badrinath son lieu de vie afin de développer le yoga en Inde. Certaines associations yogiques qui existent actuellement s'inspirent de cet homme qui prônait la voie de la réalisation par les quatre voies : le jnana yoga, le bhakti yoga, le raja yoga et le karma yoga. Pour Babaji, l'humain peut atteindre l'éveil, le moksha, seul, à travers la connaissance et ses actes entre autres. Il parlait de préférence en hindi. Ce yogi et ce nom de Babaji sont un peu mythiques car ses fidèles parlent de cet homme revenant à différentes périodes du Moyen Âge.